# Харланд
Харланд (нем. Harland) — посёлок в Австрии, в федеральной земле Нижняя Австрия.
Входит в состав округа Санкт-Пёльтен. Население 1675 чел. Занимает площадь 4,75 км². Официальный код — 3 02 01.